# 黄柏青
黄柏青（1954年11月—），广东博罗人，汉族，广东省委党校经济学在职研究生毕业，1972年7月参加工作，1974年4月加入中共。曾任惠州市副市长、常务副市长，广东省水利厅副厅长、厅长，2015年4月29日被广东省纪委宣布查处。据《广东党风》杂志发文披露，黄柏青交代他从1992年至案发一共累计收受贿赂、礼金近2亿元人民币。2015年9月30日，黄柏青因严重违纪违法被双开。

## 简历
- 1987年5月，任博罗县委副书记；
- 1990年5月，任惠州市劳动局副局长；
- 1991年2月，任惠州市经贸委副主任；1991年12月，任惠州市经贸委主任、市直属机关经贸系统党委书记；
- 1994年3月，任惠州市政府副市长；2001年11月，任常务副市长；2003年6月，任中共惠州市委常委、常务副市长；
- 2006年11月，任广东省水利厅副厅长；2007年4月，升任省水利厅厅长。[1]